# Brazil Császárság
A Brazil Császárság az ország államformája volt 1822 és 1889 között.
Brazília 1822-ig Portugáliához tartozott. Miután azonban a portugál herceg ebben az évben az élére állt a kitörő függetlenségi harcoknak, kikiáltották a független Brazil Császárságot.  I. Péternek 1831-ben le kellett mondania a fia javára. 
A Brazil Császárság történetének végét jelentette, hogy  1889-ben kikiáltották a köztársaságot.

## Története
1808-ban a portugál királyi család Brazíliába menekült Napóleon császár elől. 1815-ben Brazília a Portugál Birodalom teljes jogú, Portugáliával azonos jogállású tagja lett. Az udvar központja az 1763-ban alapított Rio de Janeiro lett. VI. János portugál király megnyitotta a brazil kikötőket barátai, azaz Anglia és az európai katolikus országok előtt. Ezt a lépést tekintik Brazília de facto függetlensége kezdetének. 1816-ban Brazília francia művészeket fogadott be, akik jelentős szerepet töltöttek be Rio de Janeiro építészetében. 1821-ben VI. János az ottani forradalmi mozgalmak követelésének engedve visszatért Portugáliába. Régensként fiát, a későbbi I. Péter brazil császárt hagyta hátra.
Az anyaország és a brazilok gazdasági érdekellentéteiből adódó konfliktus felerősítette az elszakadást pártoló mozgalmat. I. Péter 1822. szeptember 7-én kikiáltotta az ország függetlenségét. Ezután őt október 12-én császárrá nyilvánították, majd december 1-jén megkoronázták. Az ezt követően vívott függetlenségi háború 1824. március 8-án a portugálok fegyverletételével ért véget. Március 25-én kihirdették Brazília első alkotmányát. 1825. augusztus 29-én Portugália is elismerte Brazília függetlenségét. I. Péter 1831-ben visszatért Portugáliába, hogy részt vegyen az ottani trónharcokban. 5 éves fia, II. Péter lett az új uralkodó.

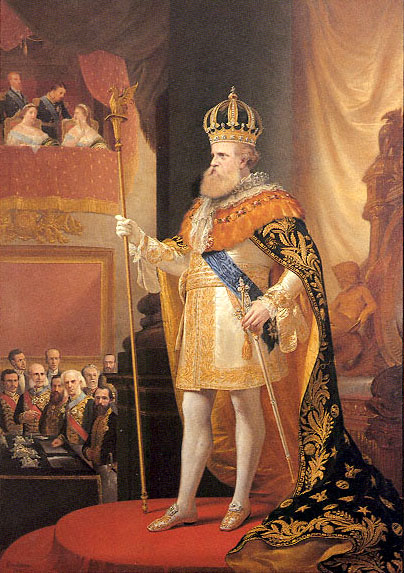
II. Péter (Pedro) megnyitja a közgyűlést 1873-ban

Az 1830-as évek elején Brazília független állam volt egy kisgyermekkel a trónján. A kormány volt a régens. Számos felkeléssel kellett szembenézniük. Úgy látták, hogy célszerű II. Pétert nagykorúvá nyilvánítani és császárrá koronázni. Erre 1840-ben került sor. Ekkoriban lett Brazília legfontosabb exportterméke a kávé. A kávé termesztése nem volt célszerű kizárólag rabszolgamunkával. Újabb európai bevándorlási hullám indult. Közben vasutak épültek, az ország modernizálódott.
Az 1870-es évektől kezdődő politikai krízis meggyengítette II. Péter hatalmát. Felerősödtek a rabszolgák felszabadítására való törekvések. Ez az ültetvényesek számára elfogadhatatlan követelés volt, ingyen munkaerő nélkül nem tudtak gazdaságosan termelni. 1871-ben azonban mégis elfogadták az első, a rabszolgák fiainak felszabadítására vonatkozó törvényt. Általános rabszolga-felszabadításra 1888-ban került sor.
A császárság intézménye nem sokkal élte túl a rabszolga-felszabadítást. A megerősödő hadsereg élén Deodoro da Fonseca 1889. november 15-én, vértelen puccsal megdöntötte a kormányt, és kikiáltotta a köztársaságot. A császári család európai száműzetésbe vonult, tagjai 1920-ig nem térhettek vissza Brazíliába.
| Bragança-ház |           |                                          |
|              | I. Péter  | 1822–1831                                |
|              | II. Péter | 1831–1889                                |
|              | Izabella  | 1871–1872; 1876–1876; 1887–1888 (Régens) |